# Gasexplosion in Yinchuan (2023)
Am 21. Juni 2023 ereignete sich eine Gasexplosion in einem Restaurant in der Stadt Yinchuan im chinesischen Xingqing-Bezirk. Dabei wurden 31 Personen getötet und sieben weitere verletzt.
Die Explosion gilt als die tödlichste seit 2019, als bei einem Vorfall in Jiangsu 78 Personen ums Leben kamen.

## Explosion
Dem staatlichen Fernsehsender China Central Television (CCTV) zufolge ereignete sich die Explosion ungefähr um 20:40 Ortszeit. Auslöser war ein Flüssiggas-Leck in der Küche eines Restaurants. Die Ermittlungen bezüglich der genauen Hintergründe sind noch nicht abgeschlossen.
CCTV veröffentlichte Videomaterial, das mehr als ein Dutzend Feuerwehrkräfte im Kampf mit den Flammen zeigt, während Rauch aus der aufgesprengten Fassade des Gebäudes steigt. Trümmer und Glas waren über die Straße verteilt. Das Staatsministerium für Notfälle (中华人民共和国应急管理部) gab eine Erklärung ab, dass mehr als 100 Personen und 20 Fahrzeuge in dem Rettungseinsatz involviert gewesen seien. Ein Video auf der chinesischen Version von TikTok, Douyin, zeigt Rettungskräfte, wie sie mit Leitern versuchen, im zweiten Stock gefangene Opfer zu befreien.

## Opferzahlen
Mindestens 31 Personen starben bei der Explosion, sieben kamen mit Verletzungen davon. Unter den Opfern waren auch Oberschüler und Senioren. Haupttodesursache war bei den meisten Opfern wohl Rauchvergiftung.

## Folgen
Die Stadtverwaltung brachte 64 Familien aus dem näheren Umfeld des Restaurants in Hotels unter.

## Ermittlungen
Lokalmedien zufolge hat jemand vom Restaurantpersonal den Gasgeruch ca. eine Stunde vor dem Vorfall wahrgenommen. Diese Person hat daraufhin ein beschädigtes Ventil an einer Gasflasche als Ursache identifiziert und war gerade dabei, dieses Ventil zu ersetzen, als das Gas explodierte. Neun Personen, darunter Besitzer, Anteilseigner, sowie Mitarbeiter des Restaurants wurden in Folge des Ereignisses von der Polizei festgehalten. Deren finanzielle Mittel wurden zwischenzeitlich eingefroren.

## Reaktionen
Staatspräsident Xi Jinping warb für medizinische Hilfe der Betroffenen und eine allumfassende Rettungsaktion und ordnete zukünftige, zusätzliche Sicherheitsmaßnahmen an.
Am 22. Juni 2023 kündigte die Verwaltung von Yinchuan an, mithilfe von gründlichen Untersuchungen ähnlicher Betriebe, derartige Katastrophen in Zukunft zu verhindern.